# Arsenal Football Club 1995-1996
Questa voce raccoglie le informazioni riguardanti l'Arsenal Football Club nelle competizioni ufficiali della stagione 1995-1996.

## Maglie e sponsor
Lo sponsor tecnico per la stagione 1995-1996 è Nike, mentre lo sponsor ufficiale è JVC, entrambi mantenuti rispetto alla precedente stagione.
| Casa | Trasferta | Terza divisa |

## Organigramma societario
Area direttiva
- Presidente: Peter Hill-Wood[2]

Area organizzativa
- Kit manager: Vic Akers e Paul Johnson[2]

Area sanitaria
- Fisioterapisti: Colin Lewin e Gary Lewin[2]

Area tecnica
- Allenatore: Bruce Rioch[2]
- Allenatore in seconda: Stewart Houston[2]
- Allenatore dei portieri: Bob Wilson
- Osservatori: Damien Comolli e Steve Crowley[2]

## Rosa

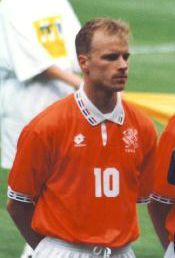
Dennis Bergkamp, secondo marcatore stagionale della squadra. Qui con la maglia della nazionale a Euro '96.

La rosa e la numerazione sono aggiornate al 5 maggio 1996.
| N. |                        | Ruolo | Calciatore       |
| -- | ---------------------- | ----- | ---------------- |
| 1  | Inghilterra (bandiera) | P     | David Seaman     |
| 2  | Inghilterra (bandiera) | D     | Lee Dixon        |
| 3  | Inghilterra (bandiera) | D     | Nigel Winterburn |
| 4  | Svezia (bandiera)      | C     | Stefan Schwarz   |
| 5  | Inghilterra (bandiera) | D     | Steve Bould      |
| 6  | Inghilterra (bandiera) | D     | Tony Adams       |
| 7  | Inghilterra (bandiera) | C     | David Platt      |
| 8  | Inghilterra (bandiera) | A     | Ian Wright       |
| 9  | Inghilterra (bandiera) | C     | Paul Merson      |
| 10 | Paesi Bassi (bandiera) | A     | Dennis Bergkamp  |
| 11 | Paesi Bassi (bandiera) | C     | Glenn Helder     |
| 12 | Inghilterra (bandiera) | D     | Andy Linighan    |
| 13 | Inghilterra (bandiera) | P     | Vince Bartram    |
| 14 | Inghilterra (bandiera) | D     | Martin Keown     |
| 15 | Inghilterra (bandiera) | C     | Ray Parlour      |
| 16 | Galles (bandiera)      | A     | John Hartson     |

| N. |                             | Ruolo | Calciatore       |
| -- | --------------------------- | ----- | ---------------- |
| 17 | Inghilterra (bandiera)      | D     | David Hillier    |
| 18 | Irlanda del Nord (bandiera) | C     | Steve Morrow     |
| 19 | Danimarca (bandiera)        | C     | John Jensen      |
| 20 | Inghilterra (bandiera)      | A     | Chris Kiwomya    |
| 21 | Irlanda (bandiera)          | C     | Eddie McGoldrick |
| 22 | Inghilterra (bandiera)      | C     | Ian Selley       |
| 23 | Scozia (bandiera)           | A     | Paul Dickov      |
| 24 | Inghilterra (bandiera)      | C     | Mark Flatts      |
| 25 | Scozia (bandiera)           | D     | Scott Marshall   |
| 26 | Inghilterra (bandiera)      | P     | Lee Harper       |
| 27 | Inghilterra (bandiera)      | C     | Paul Shaw        |
| 28 | Inghilterra (bandiera)      | C     | Stephen Hughes   |
| 29 | Inghilterra (bandiera)      | C     | Adrian Clarke    |
| 30 | Inghilterra (bandiera)      | D     | Gavin McGowan    |
| 31 | Inghilterra (bandiera)      | D     | Matthew Rose     |

## Calciomercato

### Sessione estiva
| Acquisti | Acquisti        | Acquisti  | Acquisti                    |
| R.       | Nome            | da        | Modalità                    |
| -------- | --------------- | --------- | --------------------------- |
| C        | David Platt     | Sampdoria | definitivo (4,75 milioni £) |
| A        | Dennis Bergkamp | Inter     | definitivo (2,5 milioni £)  |

| Cessioni | Cessioni       | Cessioni          | Cessioni                   |
| R.       | Nome           | a                 | Modalità                   |
| -------- | -------------- | ----------------- | -------------------------- |
| C        | Stefan Schwarz | Fiorentina        | definitivo (2,3 milioni £) |
| A        | Kevin Campbell | Nottingham Forest | definitivo                 |

## Risultati

### FA Premier League
| Arbitro: | Ashby (Worcester) |

|            |           |            |
| Wright 36’ | Marcatori | 31’ Barmby |

| Arbitro: | Burge (Tonypandy) |

|  |           |                      |
|  | Marcatori | 70’ Platt 87’ Wright |

| Coventry 26 agosto 1995, ore 15:00 BST 3ª giornata | Coventry City          | 0 – 0 referto | Arsenal | Highfield Road (20.065 spett.)\| Arbitro: \| Dunn[9] (Gloucestershire) \| |
| Arbitro:                                           | Dunn (Gloucestershire) |               |         |                                                                           |

| Arbitro: | Dilkes (Mossley) |

|           |           |              |
| Platt 41’ | Marcatori | 63’ Campbell |

| Arbitro: | Gallagher (Banbury) |

|  |           |            |
|  | Marcatori | 90’ Wright |

| Arbitro: | Wilkie (Chester-le-Street) |

|            |           |  |
| Wright 75’ | Marcatori |  |

| Arbitro: | Hart (Darlington) |

|                                        |           |                       |
| Bergkamp 17’, 68’ Adams 23’ Wright 73’ | Marcatori | 24’ Watson 45’ Monkou |

| Arbitro: | Bodenham (Looe) |

|            |           |  |
| Hughes 52’ | Marcatori |  |

| Arbitro: | Jones (Loughborough) |

|  |           |                                    |
|  | Marcatori | 43’ Merson 56’ Bergkamp 86’ Wright |

| Arbitro: | Hart (Darlington) |

|                       |           |  |
| Merson 47’ Wright 78’ | Marcatori |  |

| Arbitro: | Cooper (Pontypridd) |

|              |           |  |
| McGinlay 35’ | Marcatori |  |

| Arbitro: | Durkin (Portland) |

|              |           |  |
| Bergkamp 14’ | Marcatori |  |

| Arbitro: | Wilkie (Chester-le-Street) |

|                              |           |              |
| Sheringham 30’ Armstrong 55’ | Marcatori | 14’ Bergkamp |

| Arbitro: | Dilkes (Mossley) |

|                                                   |           |                     |
| Bergkamp 3’ Winterburn 53’ Dickov 64’ Hartson 86’ | Marcatori | 9’ Hirst 20’ Waddle |

| Londra 26 novembre 1995, ore 12:45 BST 15ª giornata | Arsenal | 0 – 0 referto | Blackburn Rovers | Highbury Stadium (37.695 spett.)\| Arbitro: \| Poll[18] \| |
| Arbitro:                                            | Poll    |               |                  |                                                            |

| Arbitro: | Winter (Stockton-on-Tees) |

|           |           |           |
| Yorke 65’ | Marcatori | 60’ Platt |

| Southampton 9 dicembre 1995, ore 15:00 BST 17ª giornata | Southampton        | 0 – 0 referto | Arsenal | The Dell (15.238 spett.)\| Arbitro: \| Danson[20] (Leicester) \| |
| Arbitro:                                                | Danson (Leicester) |               |         |                                                                  |

| Arbitro: | Ashby (Worcester) |

|           |           |             |
| Dixon 88’ | Marcatori | 25’ Spencer |

| Arbitro: | Cooper (Pontypridd) |

|                      |           |           |
| Fowler 40’, 59’, 78’ | Marcatori | 7’ Wright |

| Arbitro: | Reed (Birmingham) |

|                            |           |  |
| Wright 44’ Merson 61’, 83’ | Marcatori |  |

| Arbitro: | Lodge (Barnsley) |

|            |           |                               |
| Wright 27’ | Marcatori | 38’, 67’ Earle 50’ Holdsworth |

| Arbitro: | Gallagher (Banbury) |

|                         |           |  |
| Ginola 1’ Ferdinand 47’ | Marcatori |  |

| Arbitro: | Poll |

|                        |           |                                |
| Paulista 38’ Stamp 56’ | Marcatori | 7’ Merson 59’ Platt 62’ Helder |

| Arbitro: | Bodenham (Looe) |

|            |           |                            |
| Wright 38’ | Marcatori | 50’ Stuart 84’ Kančel'skis |

| Arbitro: | Dunn (Gloucestershire) |

|              |           |            |
| Bergkamp 24’ | Marcatori | 23’ Whelan |

| Arbitro: | Hart (Darlington) |

|  |           |              |
|  | Marcatori | 60’ Bergkamp |

| Arbitro: | Elleray (Harrow on the Hill) |

|  |           |            |
|  | Marcatori | 2’ Hartson |

| Arbitro: | Alcock (Halstead) |

|            |           |              |
| Gallen 20’ | Marcatori | 49’ Bergkamp |

| Arbitro: | Jones (Loughborough) |

|                            |           |             |
| Hartson 29’, 55’ Dixon 41’ | Marcatori | 54’ Creaney |

| Arbitro: | Gallagher (Banbury) |

|  |           |                                       |
|  | Marcatori | 61’ Winterburn 65’ Platt 83’ Bergkamp |

| Arbitro: | Willard (Worthing) |

|             |           |  |
| Cantona 66’ | Marcatori |  |

| Arbitro: | Durkin (Portland) |

|                        |           |  |
| Marshall 3’ Wright 17’ | Marcatori |  |

| Arbitro: | Winter (Stockton-on-Tees) |

|                 |           |           |
| Wright 44’, 90’ | Marcatori | 53’ Deane |

| Arbitro: | Dunn (Gloucestershire) |

|             |           |  |
| Degryse 61’ | Marcatori |  |

| Londra 15 aprile 1996, ore 20:00 BST 35ª giornata | Arsenal           | 0 – 0 referto | Tottenham | Highbury Stadium (38.273 spett.)\| Arbitro: \| Reed[21] (Birmingham) \| |
| Arbitro:                                          | Reed (Birmingham) |               |           |                                                                         |

| Arbitro: | Cooper (Pontypridd) |

|               |           |            |
| Gallacher 13’ | Marcatori | 75’ Wright |

| Londra 1º maggio 1996, ore 19:45 BST 37ª giornata | Arsenal           | 0 – 0 referto | Liverpool | Highbury Stadium (38.323 spett.)\| Arbitro: \| Ashby[7] (Worcester) \| |
| Arbitro:                                          | Ashby (Worcester) |               |           |                                                                        |

| Arbitro: | Willard (Worthing) |

|                        |           |          |
| Platt 82’ Bergkamp 84’ | Marcatori | 76’ Todd |

### FA Cup
| Arbitro: | Durkin (Portland) |

|            |           |                |
| Wright 70’ | Marcatori | 78’ Whitehouse |

| Arbitro: | Durkin (Portland) |

|           |           |  |
| Veart 68’ | Marcatori |  |

### Football League Cup
| Arbitro: | Wolstenholme (Blackburn) |

|  |           |                           |
|  | Marcatori | 10’, 85’ Adams 40’ Wright |

| Arbitro: | Dunn (Gloucestershire) |

|                                        |           |  |
| Bergkamp 29’, 49’ Wright 33’, 58’, 87’ | Marcatori |  |

| Arbitro: | Ashby (Worcester) |

|                 |           |  |
| Wright 44’, 90’ | Marcatori |  |

## Statistiche

### Statistiche di squadra
| Competizione        | Punti | In casa | In casa | In casa | In casa | In casa | In casa | In trasferta | In trasferta | In trasferta | In trasferta | In trasferta | In trasferta | Totale | Totale | Totale | Totale | Totale | Totale | DR  |
| Competizione        | Punti | G       | V       | N       | P       | Gf      | Gs      | G            | V            | N            | P            | Gf           | Gs           | G      | V      | N      | P      | Gf     | Gs     | DR  |
| ------------------- | ----- | ------- | ------- | ------- | ------- | ------- | ------- | ------------ | ------------ | ------------ | ------------ | ------------ | ------------ | ------ | ------ | ------ | ------ | ------ | ------ | --- |
| FA Premier League   | 63    | 19      | 10      | 7       | 2       | 30      | 16      | 19           | 7            | 5            | 7            | 19           | 16           | 38     | 17     | 12     | 9      | 49     | 32     | +17 |
| FA Cup              | -     | 1       | 0       | 1       | 0       | 1       | 1       | 1            | 0            | 0            | 1            | 0            | 1            | 2      | 0      | 1      | 1      | 1      | 2      | -1  |
| Football League Cup | -     | -       | -       | -       | -       | -       | -       | -            | -            | -            | -            | -            | -            | -      | -      | -      | -      | -      | -      |     |
| Totale              | -     | 20      | 10      | 8       | 2       | 31      | 17      | 20           | 7            | 5            | 8            | 19           | 17           | 40     | 17     | 13     | 10     | 50     | 34     | +16 |